# 추카리차

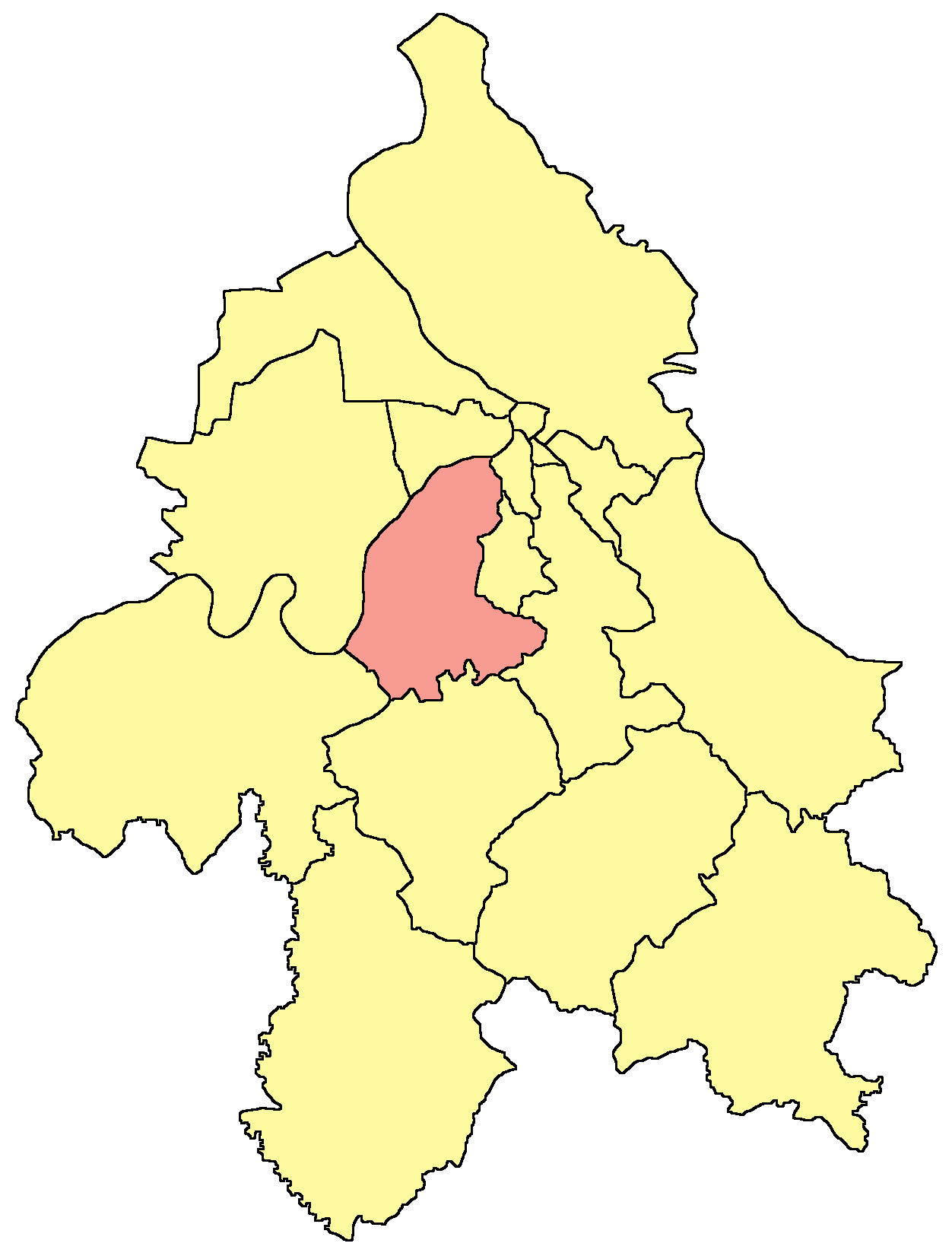
베오그라드시 지도에 표시된 추카리차의 위치

추카리차(세르비아어: Чукарица / Čukarica)는 세르비아의 수도인 베오그라드를 구성하는 17개 지방 자치체 가운데 하나로 면적은 155km2, 인구는 179,031명(2011년 기준)이다. 베오그라드 남서부에 위치하며 서쪽으로는 사바강과 접한다.

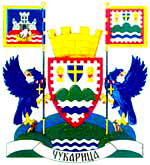
시 문장